# Jan Michałowski (porucznik)
Jan Michałowski – porucznik w powstaniu listopadowym. Wzięty do rosyjskiej niewoli, zesłany został do Wiatki.